# Theodor von Haering

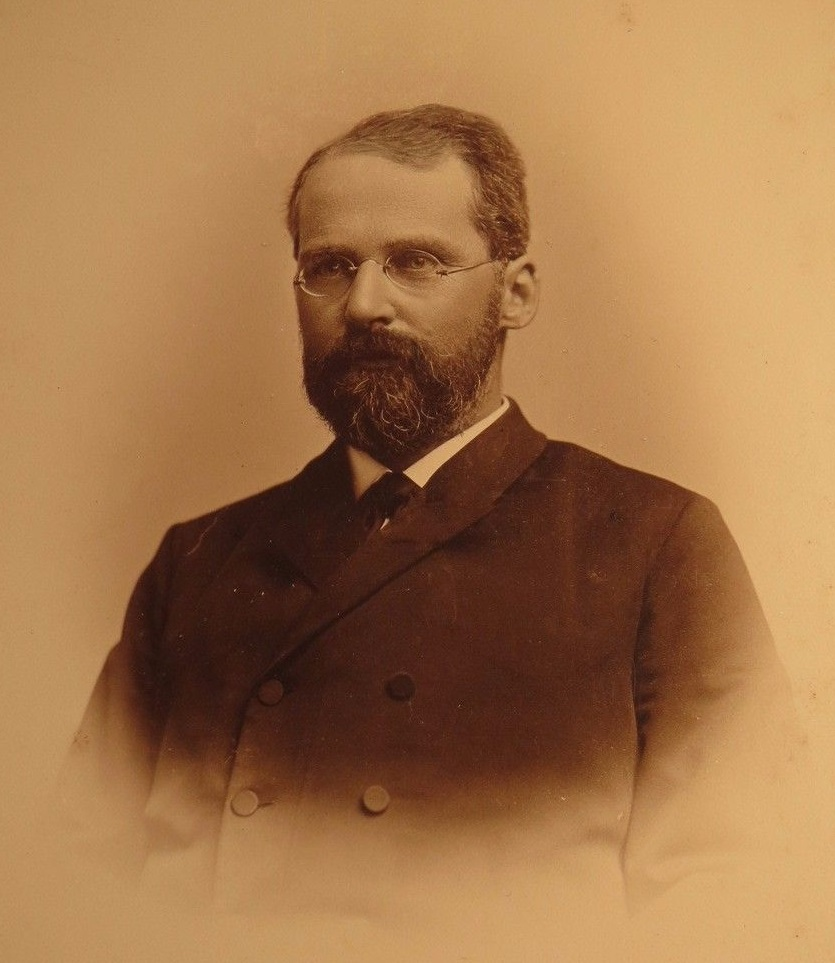
Theodor von Haering

Johann Theodor Haering, ab 1905 von Haering, (* 22. April 1848 in Stuttgart; † 11. März 1928 in Tübingen) war ein deutscher evangelischer Theologe.

## Leben
Haering besuchte zunächst von 1862 bis 1866 das Evangelisch-theologische Seminar im Stift Urach, dann bis 1870 den Tübinger Stift. Nach dem Vikariat wurde er 1873 Repetent am Tübinger Stift. Von 1876 bis 1881 war er als Diakon in Calw, von 1881 bis 1885 als Stadtpfarrer an der Hospital- und Stiftskirche in Stuttgart tätig.
1886 wurde Haering Professor der Theologie an der Universität Zürich, 1889 folgte er einem Ruf auf den Lehrstuhl für Theologie, Neues Testament und Systematik die Universität Göttingen. In dieser Zeit war er weltlicher Abgeordneter des Bezirks Harz bei der Hannoveranischen Landessynode 1893. 1894 nahm er einen Ruf an die Universität Tübingen an und wurde dort ordentlicher Professor der Theologie für Dogmatik, Ethik und neutestamentliche Exegese. Er verblieb dort bis zu seiner Emeritierung 1912 und war 1904 bis 1905 Rektor der Universität sowie Ephorus des Tübinger Stifts.
1900 war Haering Abgeordneter der 6. Landessynode der Württembergischen Landeskirche für den Bezirk Brackenheim, 1906 als Vizepräsident bei der 7. Landessynode für den Bezirk Calw sowie 1912 bei der 8. Landessynode für Brackenheim. Von 1907 bis 1919 bekleidete er das Amt des Vizepräsidenten der Landessynode, 1912 und 1913 war er außerdem interimistischer Präsident und dadurch Mitglied der Württembergischen Landstände.
Hearing verstarb 1928 an einem Herzschlag. Haering war mit Emma Chevalier (1856–1937) verheiratet. Zu seinen Kindern zählen der Philosoph Theodor Haering sowie der Historiker Hermann Haering.

## Ehrungen
- 1887 Ehrendoktorwürde (Dr. theol. h.c.) durch die Universität Tübingen
- 1905 Ehrenkreuz des Ordens der Württembergischen Krone, mit dem der persönliche Adel (Nobilitierung) verbunden war.
- 1918 Kommentur II. Klasse des Friedrichsordens

## Publikationen (Auswahl)
- Über das Bleibende im Glauben an Christus. Eine christologische Studie, Steinkopf, Stuttgart 1880.
- Unsere persönliche Stellung zum geistlichen Beruf. Den theologischen Commilitonen, Vandenhoeck und Ruprecht, Göttingen 1893.
- Zur Versöhnungslehre. Eine dogmatische Untersuchung, Vandenhoeck und Ruprecht, Göttingen 1893.
- Das christliche Leben auf Grund des christlichen Glaubens. Christliche Sittenlehre, Vereinsbuchhandlung, Calw 1902.
- Der christliche Glaube (Dogmatik), Verlag der Vereinsbuchhandlung, Calw 1906.
- Unser Glaube an Christus im täglichen Leben. Predigten, Vandenhoeck und Ruprecht, Göttingen 1908.
- Persönlich-Praktisches aus der christlichen Glaubenslehre. Kurze dogmatische Betrachtungen, Verlag der Vereinsbuchhandlung, Calw 1911.

- Predigten über das Vaterunser. Vereinsbuchhandlung, Calw 1914
- Das Rätsel des Krieges: Eine ethische Gegenwartsbetrachtung. Verlag des Presseverbandes, Stuttgart 1914
- Die Seligpreisungen Jesu. Salzer, Heilbronn 1918
- Der ewig reiche Gott. Zehn Predigten, Vandenhoeck und Ruprecht, Göttingen 1919.
- Von ewigen Dingen. Betrachtungen, Strecker und Schröder, Stuttgart 1923.
- Der Brief an die Hebräer, Calwer Vereinsbuchhandlung, Stuttgart 1925.
- Der Römerbrief des Apostels Paulus. Calwer Vereinsbuchhandlung, Stuttgart 1926
- Die Johannesbriefe, Calwer Vereinsbuchhandlung, Stuttgart 1927.
- Die Pastoralbriefe und der Brief des Apostels Paulus an die Philipper, Calwer Vereinsbuchhandlung, Stuttgart 1928.